# Baba Yara Stadium
Baba Yara Stadium (znám také jako Kumasi Sports Stadium) je multifunkční stadion v Kumasi v Ghaně. Je to největší stadion v Ghaně s kapacitou 40 000. Je pojmenován po fotbalistovi Baba Yara, který byl jedním z nejvýznamnějších fotbalistů v Ghaně. Jako pravé křídlo hrál například za klub Asante Kotoko a za ghanský národní tým.
Kumasi Stadium se používá převážně pro fotbalové zápasy, i když je také používán pro atletiku. Je domovem jednoho z nejpopulárnějších klubů v Africe, Asante Kotoko a stejně tak i King Faisal Babes. Kumasi je druhým největším městem a centrem As Meninas.
První z velkých renovací stadion zažil roku 1971. Stadion dále musel být přestavěn pro Africký pohár národů 1978 a třetí důležitá a zatím poslední renovace byla dokončena roku 2008, rovněž kvůli Africkému pohárů národů.
Stadion hostil šest utkání základní skupiny a jedno semifinálové utkání Afrického pohárů národů roku 1978. Během roku 2000 hostili další ročník Afrického poháru národů v Ghaně a Nigérii a v roce 2008 pak 7 zápasů. Stejně zápasů pak bylo použito při Africkém poháru národů roku 2008.